# Jacob Willemsz. van der Mye
Jacob Willemsz. van der Mye († 21 mei 1561) was herbergier in Den Burch en werd later de eerste burgemeester van Den Haag.

## Biografie
Van der Mye was al bijna negen jaar schepen, toen hij in 1560 de eerste burgemeester van Den Haag werd. Op 10 april 1560 werd Dirk van Alkemade, wonende in de Nobelstraat, ook burgemeester van Den Haag.
Toen Van der Mye in 1561 overleed, werd Van Alkemade bij testament aangewezen tot voogd samen met de weduwe van Van der Mye. Hij weigerde omdat hij ook nog weesmeester was. Het Hof van Holland wees toen twee andere voogden aan.